# Società Esercizi Telefonici
La Società esercizi telefonici (SET) fu una società anonima costituita il 24 ottobre 1924 con sede a Roma, da un gruppo di imprenditori di Biella e dalla Ericsson italiana, avente per oggetto sociale l'esercizio di compagnia telefonica. In seguito sarà trasformata in s.p.a., e nel 1964 sarà fusa e incorporata nella SIP.

## Storia

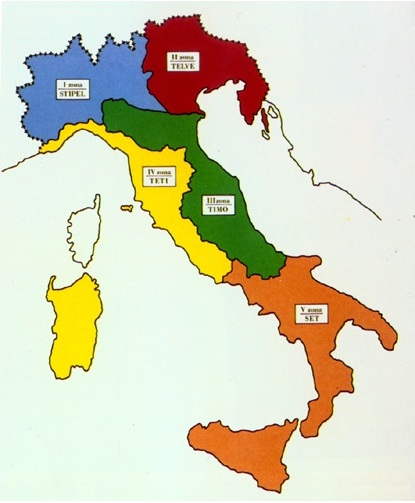
Cartina concessionarie

### Origini
La SET, come le altre aziende analoghe (STIPEL, TELVE, TIMO e TETI), nacque in seguito ai provvedimenti assunti dal governo, con regio decreto 399 dell'8 febbraio 1923, in materia di concessioni dell'esercizio del servizio telefonico. Nel settembre 1924, con la suddivisione del territorio in cinque zone, fu indetta dallo Stato una gara per l'assegnazione delle relative concessioni ai privati, per la gestione della rete.

### Territorio operativo
Nel luglio 1925, lo Stato affidò in gestione alla concessionaria Set la rete telefonica della quinta zona, che comprendeva le regioni: Campania, Puglia, Basilicata, Calabria e Sicilia e le erigende provincie di Frosinone e di Latina, per un totale di 57 distretti telefonici:
- 4 distretti nel Lazio: (Cassino, Formia, Frosinone, Latina);
- 8 in Campania (Avellino, Sant'Angelo dei Lombardi, Benevento, Caserta, Napoli, Salerno, Battipaglia, Vallo della Lucania);
- 11 in Puglia (Bari, Andria, Brindisi, Foggia, Cerignola, Manfredonia, San Severo, Lecce, Gallipoli, Maglie, Taranto);
- 6 in Basilicata (Matera, Potenza, Lagonegro, Melfi, Muro Lucano, Sala Consilina)
- 15 in Sicilia (Agrigento, Alcamo / Castelvetrano, Caltagirone / Gela, Caltanissetta, Catania città, Catania Provincia, Enna, Messina città, Messina provincia, Palermo città, Palermo provincia, Ragusa, Ribera / Sciacca, Siracusa e Trapani).
- 13 in Calabria (Catanzaro, Crotone, Vibo Valentia, Locri, Reggio Calabria, Palmi, Soverato, Lamezia Terme, Castrovillari, Paola, Rossano, Cosenza, Scalea).

Nel 1927, per vigilare da vicino sulla zona assegnata, la SET trasferì la sede a Napoli e programmò investimenti in infrastrutture per lo sviluppo della rete e per la costruzione di nuove centrali. Per la fornitura di nuovi impianti, fu favorita, dagli stretti rapporti che intratteneva con la società Ericsson italiana.

### La crisi economica
La crisi mondiale del 1929 coinvolge, di fatto, il 60 per cento del sistema telefonico Italiano. Nel momento in cui SIP - Società idroelettrica piemontese (la quale controllava al contempo STIPEL, TELVE e TIMO) fu coinvolta nel crollo della Banca Commerciale Italiana, lo Stato italiano decise di intervenire con la fondazione di IRI (Istituto per la Ricostruzione Industriale), al fine di rilevare le partecipazioni industriali delle banche in crisi.
Per risolvere la grave situazione, il 21 ottobre 1933 a Torino venne fondata la Società torinese esercizi telefonici STET (poi Società finanziaria telefonica), del settore delle telecomunicazioni dell'Iri, con il compito di controllare e coordinare le tre società telefoniche in crisi.
La SET riuscì a rimanere fuori dalla crisi, ma nel 1930 subappaltò una parte della concessione del servizio telefonico in parte alla Società telefonica delle Puglie, nelle provincie di Bari, Foggia, Taranto e Potenza (che comprendeva l'intera Basilicata).

### La guerra
L'ingresso dell'Italia in guerra provocò, a causa dei bombardamenti, numerosi danni alle infrastrutture e una conseguente contrazione degli abbonamenti. Al fine di ostacolare le comunicazioni, infatti, gli alleati distrussero le centrali telefoniche. La situazione si aggravò per opera dei tedeschi in ritirata dopo l'8 settembre 1943. Una volta cessati gli eventi bellici, la SET sanò le ferite del conflitto: la rete richiese investimenti, mentre - durante le opere di ricostruzione delle città - furono necessari lavori per lo spostamento dei cavi telefonici.

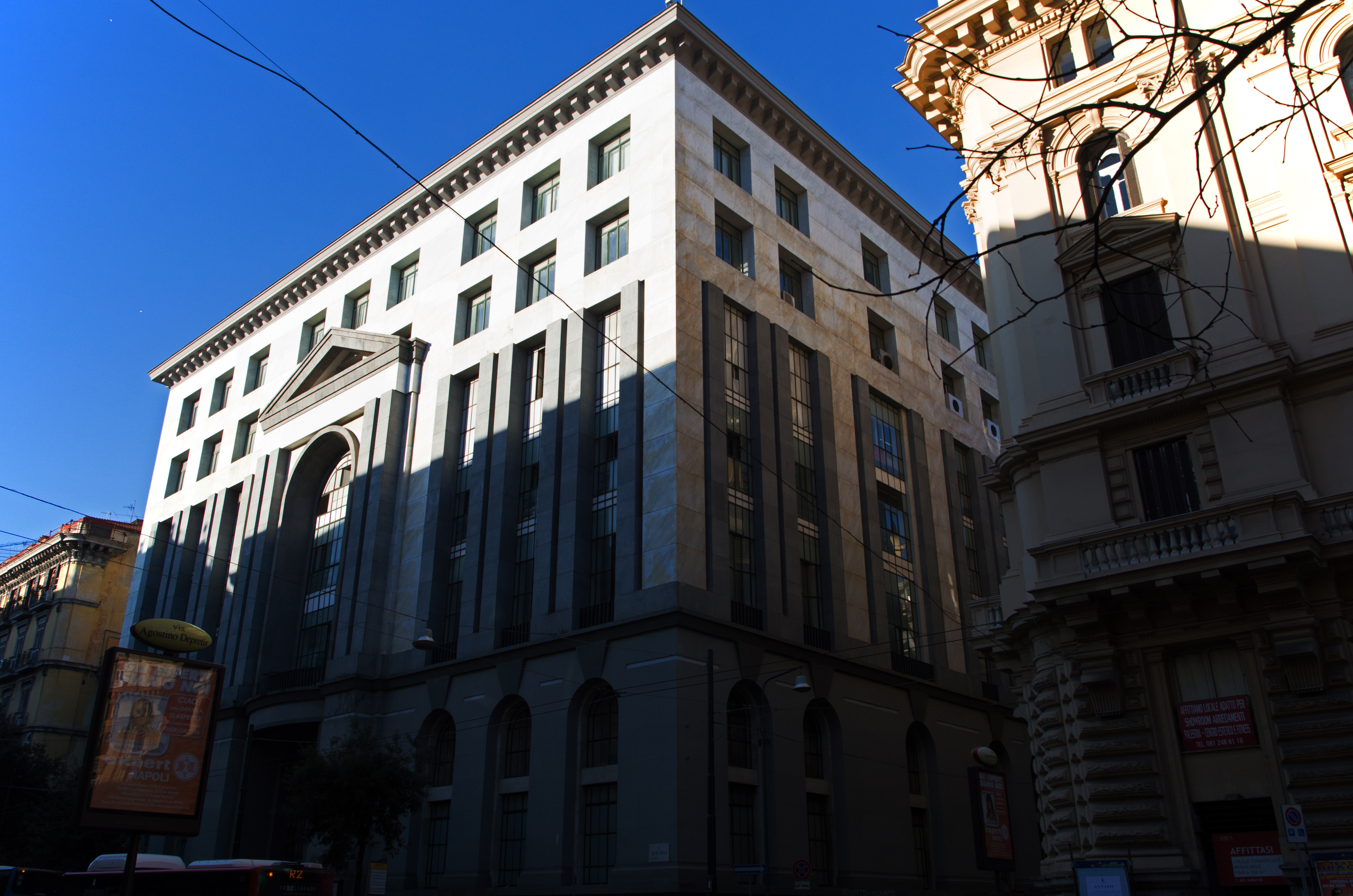
"Palazzo dei Telefoni" ex seconda sede centrale della SET fino al 29 ottobre 1964, sempre a Napoli

Nel 1950 la SET affidò alla società Seat la pubblicazione degli elenchi telefonici. La casa torinese aprì alcuni uffici, tra cui uno a Napoli, che coordinava gli elenchi degli abbonati al telefono SET della quinta zona: Frosinone/Latina; Napoli e provincia; Campania; Sicilia. La Casa editrice Giuseppe Laterza & figli stampò per molti anni a Bari l'elenco (unico) di Puglia, Basilicata e Calabria.

### Le partecipazioni statali
Dopo la guerra cominciarono i grandi progetti di costruzione delle reti autostradale e telefonica italiane. Furono opere d'infrastruttura, realizzate grazie alla presenza dello Stato nell'economia. Le partecipazioni statali svolsero un ruolo nell'ammodernamento dell'intero sistema, tanto che finalmente si raggiunse nel 1952 l'obiettivo per tutti i comuni italiani di essere collegati alla rete telefonica.
SET fa parte del gruppo svedese LM Ericsson attraverso la finanziaria SETEMER che controlla anche la FATME, succursale italiana della Ericsson, e la società di impiantistica Sei (in seguito SIELTE).
Allo scadere delle prime concessioni dell'epoca fascista, si aprì un dibattito politico, che si concluse con il decreto legge del 6 giugno 1957 n. 374, il quale stabiliva di trasferire l'intero settore telefonico Italiano all'IRI. Fu proprio in tale quadro che avvenne la cessione, da parte della società SETEMER, del pacchetto di controllo della SET e l'integrazione della concessionaria nella STET. Le nuove convenzioni furono firmate l'11 dicembre dello stesso anno: definivano la ripartizione delle competenze del traffico e di impianti e collegamenti con l'ASST, con decorrenza primo gennaio 1958.

### La cessione della società
Con il primo piano regolatore telefonico nazionale, si sviluppò l'organizzazione razionale della rete telefonica italiana. La rete venne così suddivisa in compartimenti, distretti telefonici e aree locali, con relativo "piano di numerazione".
Sul finire degli anni '50 venne avviato il processo di unificazione del sistema telefonico; nel dicembre 1957 SET (con TETI) venne acquisita da IRI, la quale cedette successivamente i pacchetti di maggioranza al Gruppo STET. La soluzione è collegata al riassetto del settore dell'energia elettrica, che coinvolse anche il comparto della telefonia. Con la legge del 6 dicembre 1962 n. 1643 l'energia elettrica venne nazionalizzata con la creazione di Enel e l'indennizzo delle società ex-elettriche. Tra queste era presente SIP - Società idroelettrica piemontese.
Il processo di unificazione del sistema telefonico nazionale avvenne nel 1964, attraverso la fusione per incorporazione delle cinque concessionarie tra cui SET in SIP - Società idroelettrica piemontese, con sede a Torino. Il 29 ottobre venne stipulato l'atto di fusione in SIP, che assume la denominazione di SIP - Società Italiana per l'Esercizio Telefonico, delle sue controllate elettriche e delle cinque concessionarie. Al momento della nascita, contò, sul territorio nazionale 4.220.000 abbonati al telefono e 5.530.000 apparecchi telefonici in servizio; i Posti telefonici pubblici sono 27.644.
La SET così cessa definitivamente la sua attività, esattamente dopo 40 anni di servizio.